# Morti il 4 luglio
| Questa pagina contiene informazioni ricavate automaticamente dalle voci biografiche con l'ausilio del template Bio e di un bot. L'aggiornamento è periodico e automatico e ricostruisce completamente la pagina. Se manca una persona in questa lista, sei pregato di non aggiungerla, ma accertati piuttosto che la sua voce biografica contenga il template Bio e che i dati anagrafici siano correttamente compilati. Se il template Bio manca, inseriscilo tu stesso o, in alternativa, metti l'avviso {{tmp\|Bio}} che ne segnala la mancanza. Se i dati riportati sono sbagliati, correggi direttamente la voce biografica; le modifiche saranno visibili in questa lista entro pochi giorni. Per chiarimenti vedi il progetto biografie. La lista contiene solo le 510 persone che sono citate nell'enciclopedia e per le quali è stato implementato correttamente il template Bio. Pagina aggiornata al 17 ago 2025. |

## VII secolo(2)
- 640 - Asterio di Milano, arcivescovo italiano
- 673 - Egberto del Kent, sovrano anglosassone

## VIII secolo(1)
- 740 - Andrea di Creta, vescovo bizantino

## X secolo(7)
- 907 - Liutpoldo di Baviera, nobile tedesco
- 907 - Theotmar di Salisburgo, arcivescovo tedesco
- 943 - Taejo di Goryeo, sovrano coreano (n. 877)
- 965 - Papa Benedetto V, papa e cardinale italiano
- 973 - Ulrico di Augusta, vescovo e santo tedesco (n. 890)
- 975 - Gwangjong di Goryeo, re coreano (n. 925)
- 1000 - Ugo I di Ponthieu, nobile francese

## XI secolo(2)
- 1014 - Hathui, badessa tedesca
- 1028 - Alfonso V di León, sovrano (n. 996)

## XII secolo(2)
- 1173 - Alberto Quadrelli, vescovo cattolico italiano (n. 1103)
- 1187 - Rinaldo di Châtillon, cavaliere medievale francese

## XIII secolo(5)
- 1205 - Ottone II di Brandeburgo, nobile (n. 1147)
- 1270 - Roger Bigod, IV conte di Norfolk, nobile inglese (n. 1209)
- 1279 - Ottone di Brunswick-Lüneburg, vescovo cattolico tedesco
- 1296 - Konrad von Feuchtwangen (n. 1230)
- 1299 - Corrado I Lancia, politico e militare italiano

## XIV secolo(8)
- 1307 - Rodolfo I di Boemia, duca
- 1308 - Eberardo I, conte di Mark, nobile tedesco
- 1327 - Stefano Visconti, nobile italiano (n. 1288)
- 1336 - Isabella d'Aragona, sovrana portoghese (n. 1271)
- 1336 - Kusunoki Masashige, militare giapponese (n. 1294)
- 1349 - Waleramo di Jülich, nobile tedesco
- 1394 - Guillaume Noellet, cardinale francese (n. 1340)
- 1395 - Anna di Meißen, nobildonna tedesca

## XV secolo(4)
- 1429 - Carlo I Tocco, conte
- 1450 - Enrico Rampini, cardinale e arcivescovo cattolico italiano
- 1457 - Rinaldo Piscicello, cardinale e arcivescovo cattolico italiano (n. 1415)
- 1498 - Filippo di Borgogna-Beveren, funzionario francese (n. 1450)

## XVI secolo(13)
- 1534 - Anastasia di Hohenzollern, principessa tedesca (n. 1478)
- 1541 - Pedro de Alvarado, condottiero spagnolo
- 1546 - Pietro Bonomo, vescovo cattolico, letterato e diplomatico italiano (n. 1458)
- 1548 - Filippo duca del Palatinato-Neuburg, nobile tedesco (n. 1503)
- 1551 - Gregory Cromwell, I barone Cromwell, nobile inglese (n. 1520)
- 1552 - Gaspare Grimaldi Bracelli, doge (n. 1477)
- 1571 - Ujiie Naotomo, militare giapponese (n. 1512)
- 1573 - Giovan Battista Brembati, militare italiano (n. 1509)
- 1582 - Akechi Hidemitsu, militare giapponese
- 1582 - Akechi Mitsutada, militare giapponese (n. 1540)
- 1582 - Akechi Mitsuyoshi, militare giapponese (n. 1569)
- 1592 - Francesco Bassano, pittore italiano (n. 1549)
- 1594 - Giovanni Agostino Campanile, vescovo cattolico italiano

## XVII secolo(16)
- 1602 - Anna di Meclemburgo, nobile tedesca (n. 1533)
- 1603 - Philippe de Monte, compositore fiammingo (n. 1521)
- 1621 - Jean de Bonsi, cardinale e vescovo cattolico italiano (n. 1554)
- 1623 - William Byrd, compositore e organista inglese
- 1648 - Antonio Daniel, missionario francese (n. 1601)
- 1657 - Charles Huault de Montmagny, funzionario francese (n. 1601)
- 1664 - Giorgio III di Brieg, nobile polacco (n. 1611)
- 1667 - Giovanni VI di Anhalt-Zerbst, principe tedesco (n. 1621)
- 1667 - Christiaen van Couwenbergh, pittore olandese (n. 1604)
- 1669 - João Cabral, esploratore e missionario portoghese (n. 1599)
- 1669 - Antonio Escobar, gesuita, teologo e scrittore spagnolo (n. 1589)
- 1671 - Jan Cossiers, pittore e disegnatore fiammingo (n. 1600)
- 1673 - Robert Moray, politico scozzese
- 1673 - Willem Ormea, pittore olandese (n. 1611)
- 1676 - François Le Vau, architetto francese (n. 1613)
- 1693 - Ermanno Stroiffi, pittore e presbitero italiano (n. 1616)

## XVIII secolo(22)
- 1703 - Giovanni Roano e Corrionero, arcivescovo cattolico spagnolo (n. 1618)
- 1714 - Antonio Magliabechi, letterato italiano (n. 1633)
- 1716 - Giovanni Canti, pittore italiano (n. 1653)
- 1723 - Claude Fleury, storico, religioso e avvocato francese (n. 1640)
- 1723 - Gregor Schwenzengast, scultore austriaco (n. 1646)
- 1726 - Henry Bentinck, I duca di Portland, politico inglese (n. 1682)
- 1728 - Hartmann del Liechtenstein, principe e militare austriaco (n. 1666)
- 1742 - Luigi Guido Grandi, matematico e filosofo italiano (n. 1671)
- 1752 - Cajetan Anton Notthafft von Weißenstein, presbitero austriaco (n. 1670)
- 1754 - Philippe Néricault Destouches, commediografo francese (n. 1680)
- 1757 - Siegmund Jakob Baumgarten, teologo tedesco (n. 1706)
- 1761 - Samuel Richardson, scrittore inglese (n. 1689)
- 1764 - Antonio Morillo Galletti, presbitero italiano (n. 1717)
- 1770 - Pëtr Kuz'mič Krenicyn, navigatore e esploratore russo (n. 1728)
- 1778 - Ebenezer Kinnersley, fisico inglese (n. 1711)
- 1780 - Carlo Alessandro di Lorena, generale austriaco (n. 1712)
- 1789 - Cláudio Manuel da Costa, poeta e musicista brasiliano (n. 1729)
- 1789 - Cristiano Alberto di Hohenlohe-Langenburg, nobile tedesco (n. 1726)
- 1793 - Antoine-Marin Lemierre, drammaturgo e poeta francese
- 1794 - Giovanni Battista Audiffredi, monaco cristiano, bibliotecario e astronomo italiano (n. 1714)
- 1798 - Jean-François de Bastide, commediografo, scrittore e giornalista francese (n. 1724)
- 1799 - Giambattista Toderini, abate, scrittore e filosofo italiano (n. 1728)

## XIX secolo(54)
- 1804 - Jean Aufresne, attore teatrale e regista svizzero (n. 1728)
- 1806 - Charles-Henri Sanson, boia francese (n. 1739)
- 1808 - Fisher Ames, politico e avvocato statunitense (n. 1758)
- 1812 - Pietro Carlo di Borbone-Spagna, nobile spagnolo (n. 1786)
- 1814 - Emilio Carlo di Leiningen, nobile tedesco (n. 1763)
- 1815 - Eberhard August Wilhelm von Zimmermann, geografo e zoologo tedesco (n. 1743)
- 1816 - Pierre-Louis-Olivier Desclozeaux, avvocato e giurista francese (n. 1732)
- 1821 - Richard Cosway, pittore inglese (n. 1742)
- 1826 - John Adams, politico statunitense (n. 1735)
- 1826 - Thomas Jefferson, politico, scienziato e architetto statunitense (n. 1743)
- 1826 - Thomas Pelham, II conte di Chichester, nobile e politico inglese (n. 1756)
- 1831 - James Monroe, politico e militare statunitense (n. 1758)
- 1833 - Alessandro Federico di Württemberg, nobile e militare tedesco (n. 1771)
- 1836 - Caterina Jarrige, francese (n. 1754)
- 1840 - Karl Ferdinand von Gräfe, chirurgo tedesco (n. 1787)
- 1842 - Luigi Scalabrini, vescovo cattolico italiano (n. 1767)
- 1844 - Francesco Mondini, medico e anatomista italiano (n. 1786)
- 1846 - Wilhelm August Julius Albert, mineralogista e inventore tedesco (n. 1787)
- 1848 - Costabile Carducci, patriota italiano (n. 1804)
- 1848 - François-René de Chateaubriand, scrittore, politico e diplomatico francese (n. 1768)
- 1850 - William Kirby, entomologo inglese (n. 1759)
- 1851 - Carl Friedrich von Ledebour, botanico tedesco (n. 1786)
- 1855 - Pietro Fortunato Calvi, patriota italiano (n. 1817)
- 1857 - Henry Montgomery Lawrence, militare britannico (n. 1806)
- 1857 - William L. Marcy, politico statunitense (n. 1786)
- 1861 - Francisco del Rosario Sánchez, politico dominicano (n. 1817)
- 1866 - Nicostrato Castellini, patriota italiano (n. 1829)
- 1869 - Jean René Constant Quoy, zoologo e naturalista francese (n. 1790)
- 1871 - Pietro Maestri, medico, statistico e patriota italiano (n. 1816)
- 1873 - Johann Jakob Kaup, naturalista tedesco (n. 1803)
- 1878 - Vital Maria Gonçalves de Oliveira, vescovo cattolico brasiliano (n. 1844)
- 1878 - Michel Roux Vollon, politico francese (n. 1808)
- 1881 - Cospatrick Douglas-Home, XI conte di Home, politico scozzese (n. 1799)
- 1881 - Johan Vilhelm Snellman, politico e filosofo finlandese (n. 1806)
- 1883 - Amalie Mánesová, pittrice ceca (n. 1817)
- 1883 - John Baptist Purcell, arcivescovo cattolico irlandese (n. 1800)
- 1883 - John Spencer-Churchill, VII duca di Marlborough, nobile e politico britannico (n. 1822)
- 1885 - Alessandro di Württemberg, principe tedesco (n. 1804)
- 1886 - François-Xavier Gautrelet, gesuita e saggista francese (n. 1807)
- 1887 - Félix Le Couppey, pianista e compositore francese (n. 1811)
- 1888 - Theodor Storm, poeta e scrittore tedesco (n. 1817)
- 1891 - William Henry Gladstone, politico britannico (n. 1840)
- 1891 - Hannibal Hamlin, politico statunitense (n. 1809)
- 1891 - Carl August Haupt, organista, compositore e insegnante tedesco (n. 1810)
- 1891 - Lajos Haynald, cardinale e arcivescovo cattolico ungherese (n. 1816)
- 1892 - Antonio Maria de Pol, vescovo cattolico italiano (n. 1836)
- 1896 - Giovanni Tolu, brigante italiano (n. 1822)
- 1896 - Marcelo Hilario del Pilar, rivoluzionario e scrittore filippino (n. 1850)
- 1897 - Antonio De Dominicis, politico italiano (n. 1826)
- 1898 - Auguste Allongé, pittore, illustratore e incisore francese (n. 1833)
- 1898 - Erasmo Colapietro, politico italiano (n. 1823)
- 1898 - Nikolaj Evgrafovič Fedoseev, rivoluzionario russo (n. 1871)
- 1900 - Cesidio da Fossa, presbitero italiano (n. 1873)
- 1900 - Alexander Skene, ginecologo scozzese (n. 1837)

## XX secolo(257)
- 1901 - John Fiske, filosofo e storico statunitense (n. 1842)
- 1901 - Paul Goethals, missionario e arcivescovo cattolico belga (n. 1832)
- 1901 - Johannes Schmidt, linguista tedesco (n. 1843)
- 1901 - Peter Guthrie Tait, fisico scozzese (n. 1831)
- 1902 - Hervé Faye, astronomo francese (n. 1814)
- 1902 - Vivekananda, mistico e filosofo indiano (n. 1863)
- 1904 - Apollonio Apolloni, patriota e medico italiano (n. 1831)
- 1905 - Fernando Franzolini, medico italiano (n. 1840)
- 1905 - Élisée Reclus, geografo e anarchico francese (n. 1830)
- 1905 - Vincenzo Tittoni, politico italiano (n. 1828)
- 1906 - Michele Amadei, politico, sindacalista e giornalista italiano (n. 1839)
- 1906 - Giuseppe Candido, vescovo cattolico, fisico e inventore italiano (n. 1837)
- 1907 - Ferdinand de Schlatter, velista francese (n. 1831)
- 1908 - Eberhard Schrader, assiriologo e orientalista tedesco (n. 1836)
- 1909 - Bonifacio Maria Krug, abate tedesco (n. 1838)
- 1910 - Louis Albert Bourgault-Ducoudray, compositore francese (n. 1840)
- 1910 - Melville Weston Fuller, politico, avvocato e giurista statunitense (n. 1833)
- 1910 - Giovanni Schiaparelli, astronomo, storico della scienza e ingegnere italiano (n. 1835)
- 1910 - Gaspare Torretta, lunghista e velocista italiano (n. 1883)
- 1911 - Surendra Bikram Prakash, principe e politico indiano (n. 1867)
- 1913 - Alfred Lyttelton, politico, calciatore e crickettista inglese (n. 1857)
- 1914 - Michele Catti, pittore italiano (n. 1855)
- 1914 - Sydney Grundy, drammaturgo e librettista inglese (n. 1848)
- 1915 - Sepp Innerkofler, alpinista e militare austriaco (n. 1865)
- 1916 - Alan Seeger, poeta e militare statunitense (n. 1888)
- 1918 - Sebastiano Martinelli, cardinale italiano (n. 1848)
- 1918 - Walter Stradling, direttore della fotografia inglese (n. 1875)
- 1918 - Charles Wolf, astronomo francese (n. 1827)
- 1920 - Max Klinger, incisore e scultore tedesco (n. 1857)
- 1921 - Filippo di Sassonia-Coburgo-Koháry, principe (n. 1844)
- 1921 - Antoni Grabowski, ingegnere, scrittore e esperantista polacco (n. 1857)
- 1922 - Lothar von Richthofen, militare tedesco (n. 1894)
- 1924 - Frederik van Bylandt, diplomatico e politico olandese (n. 1841)
- 1924 - Josef Herzig, chimico austriaco (n. 1853)
- 1925 - Pier Giorgio Frassati, filantropo e alpinista italiano (n. 1901)
- 1926 - Laura Towne Merrick, mecenate statunitense (n. 1842)
- 1927 - Chen Yannian, politico, sindacalista e rivoluzionario cinese (n. 1898)
- 1927 - Carl Wuttke, pittore tedesco (n. 1849)
- 1928 - Sidney Smith, attore e regista statunitense (n. 1893)
- 1929 - Julius Moser, entomologo tedesco (n. 1863)
- 1929 - Camillo Silingardi, calciatore italiano (n. 1907)
- 1931 - Emanuele Filiberto di Savoia-Aosta, generale italiano (n. 1869)
- 1934 - Haim Nachman Bialik, poeta ucraino (n. 1873)
- 1934 - Marie Curie, fisica, chimica e matematica polacca (n. 1867)
- 1935 - Leopoldo Ferdinando d'Asburgo-Lorena, principe austriaco (n. 1868)
- 1936 - Alfredo Falcioni, politico italiano (n. 1868)
- 1936 - Edoardo Ferrari Fontana, tenore italiano (n. 1878)
- 1937 - Ottó Hellmich, ginnasta ungherese (n. 1874)
- 1938 - Carlo d'Ippolito, politico italiano (n. 1860)
- 1938 - Suzanne Lenglen, tennista francese (n. 1899)
- 1938 - Archibald Berkeley Milne, ammiraglio britannico (n. 1855)
- 1939 - Hermann Abeking, illustratore tedesco (n. 1882)
- 1939 - Eugen von Hippel, oculista e scienziato tedesco (n. 1867)
- 1939 - Oton Iveković, pittore croato (n. 1869)
- 1939 - Louis Wain, artista britannico (n. 1860)
- 1940 - Armando Di Tullio, aviatore e militare italiano (n. 1913)
- 1940 - Sammy Fajarowicz, scacchista tedesco (n. 1908)
- 1940 - Agostino Fausti, militare e aviatore italiano (n. 1918)
- 1940 - Maria Luisa Larisch-Wallersee, contessa (n. 1858)
- 1940 - Ugo Pozza, aviatore e militare italiano (n. 1907)
- 1940 - William Robinson, nuotatore britannico (n. 1870)
- 1941 - Fortunato Federigi, militare e aviatore italiano (n. 1901)
- 1941 - Giuseppe Mazzaglia, militare italiano (n. 1898)
- 1941 - Mario Montefusco, militare e aviatore italiano (n. 1912)
- 1941 - Adolfo Rebez, militare e aviatore italiano (n. 1917)
- 1941 - Tadeusz Boy-Żeleński, scrittore e traduttore polacco (n. 1874)
- 1942 - Germaine Berton, operaia, sindacalista e anarchica francese (n. 1902)
- 1942 - Józef Kowalski, presbitero polacco (n. 1911)
- 1942 - Valeriu Marcu, biografo e storico romeno (n. 1899)
- 1943 - Thomas Condon, politico irlandese (n. 1850)
- 1943 - Władysław Sikorski, generale e politico polacco (n. 1881)
- 1943 - Herbert Tillemann, cestista estone (n. 1920)
- 1944 - Giovanni Fondelli, presbitero italiano
- 1944 - Maria Garzena, militare italiana (n. 1908)
- 1944 - Arnaldo Lambertini, militare e scrittore italiano (n. 1864)
- 1945 - Elsie Fogerty, insegnante e scrittrice britannica (n. 1865)
- 1945 - Cyprián Majerník, pittore slovacco (n. 1909)
- 1946 - Othenio Abel, paleontologo austriaco (n. 1875)
- 1946 - Jenny-Wanda Barkmann, militare tedesca (n. 1922)
- 1946 - Elisabeth Becker, militare tedesca (n. 1923)
- 1946 - Sante Garibaldi, militare e imprenditore italiano (n. 1885)
- 1946 - Wanda Klaff, militare tedesca (n. 1922)
- 1946 - Sándor Simonyi-Semadam, politico ungherese (n. 1864)
- 1946 - Gerda Steinhoff, militare tedesca (n. 1922)
- 1948 - Christian Kautz, pilota automobilistico svizzero (n. 1913)
- 1948 - Monteiro Lobato, scrittore, editore e traduttore brasiliano (n. 1882)
- 1948 - József Sándor, calciatore ungherese (n. 1900)
- 1949 - François Brandt, canottiere olandese (n. 1874)
- 1949 - István Herczeg, ginnasta ungherese (n. 1887)
- 1951 - Francisco Boix, fotoreporter spagnolo (n. 1920)
- 1952 - Jan Kucharzewski, politico e storico polacco (n. 1876)
- 1952 - Walter Long, attore statunitense (n. 1879)
- 1952 - Karl Platen, attore tedesco (n. 1877)
- 1953 - Antonio Biondi y de Viesca, ammiraglio e politico spagnolo (n. 1863)
- 1954 - Lucia Ripamonti, religiosa italiana (n. 1909)
- 1955 - Bhupal Singh, principe indiano (n. 1884)
- 1955 - Ernesto Crocco, calciatore italiano (n. 1895)
- 1957 - Maria Crocifissa Curcio, religiosa italiana (n. 1877)
- 1957 - Emilio Giassetti, cestista e allenatore di pallacanestro italiano (n. 1906)
- 1958 - Gonzalo Curiel, pianista e compositore messicano (n. 1904)
- 1958 - Fernando de Fuentes, regista messicano (n. 1894)
- 1959 - José María Jarabo, serial killer spagnolo (n. 1923)
- 1959 - Giuseppe Augusto Mariani, militare italiano (n. 1884)
- 1959 - Hans Weymar, calciatore tedesco (n. 1884)
- 1960 - Giacomo Noventa, poeta, saggista e letterato italiano (n. 1898)
- 1961 - Max Breunig, allenatore di calcio e calciatore tedesco (n. 1888)
- 1961 - Franklyn Farnum, attore statunitense (n. 1878)
- 1961 - Guido Po, ammiraglio e scrittore italiano (n. 1878)
- 1962 - Rex Bell, attore e politico statunitense (n. 1903)
- 1962 - Adalbert Friedrich, calciatore tedesco (n. 1884)
- 1962 - Carl Hellström, velista svedese (n. 1864)
- 1962 - Fred Morris, calciatore inglese (n. 1893)
- 1962 - Aleksej Šapošnikov, calciatore sovietico (n. 1899)
- 1962 - Thomas Jefferson Jackson See, astronomo statunitense (n. 1866)
- 1963 - Bernard Freyberg, generale e politico britannico (n. 1889)
- 1963 - Herbert Klemm, avvocato tedesco (n. 1903)
- 1963 - Erich Petersen, generale tedesco (n. 1889)
- 1964 - Samuil Jakovlevič Maršak, poeta russo (n. 1887)
- 1964 - Gaby Morlay, attrice francese (n. 1893)
- 1964 - Wilhelm Wetzel, generale tedesco (n. 1888)
- 1966 - Félix Fernández García, attore e doppiatore spagnolo (n. 1897)
- 1966 - Leone Leone, avvocato e politico italiano (n. 1888)
- 1967 - Zainal Abidin Alting, sovrano indonesiano (n. 1912)
- 1967 - William Fechteler, ammiraglio statunitense (n. 1896)
- 1967 - Henry Wells, canottiere britannico (n. 1891)
- 1968 - Reginald Percy Mills, aviatore inglese (n. 1885)
- 1969 - Erwin Blumenfeld, fotografo tedesco (n. 1897)
- 1969 - Michail Chergiani, alpinista sovietico (n. 1935)
- 1969 - Antonio Cárdenas Rodríguez, militare e aviatore messicano (n. 1903)
- 1969 - Henri Decoin, regista, sceneggiatore e scrittore francese (n. 1890)
- 1969 - Cristiano Ridomi, giornalista e scrittore italiano (n. 1904)
- 1969 - Georges Ronsse, ciclista su strada, ciclocrossista e pistard belga (n. 1906)
- 1969 - Enrico Sardi, allenatore di calcio e calciatore italiano (n. 1891)
- 1970 - Giovanni Biamonti, musicologo italiano (n. 1889)
- 1970 - Jack Bowers, calciatore inglese (n. 1908)
- 1970 - Ercolano Ercolani, aviatore e militare italiano (n. 1908)
- 1970 - Juliusz Kleeberg, generale polacco (n. 1890)
- 1970 - Barnett Newman, pittore e scultore statunitense (n. 1905)
- 1970 - Karel Sokolář, calciatore cecoslovacco (n. 1907)
- 1971 - Maurice Bowra, critico letterario e filologo inglese (n. 1898)
- 1971 - Ernesto Cucchiaroni, calciatore argentino (n. 1927)
- 1971 - August Derleth, scrittore statunitense (n. 1909)
- 1971 - Enzo Domestico Kabregu, pittore italiano (n. 1906)
- 1971 - Thomas C. Hart, ammiraglio statunitense (n. 1877)
- 1971 - Károly Weichelt, calciatore rumeno (n. 1906)
- 1972 - Luigi Sarullo, storico dell'arte italiano (n. 1906)
- 1972 - Eduard Scherrer, bobbista svizzero (n. 1890)
- 1972 - Orazio Toschi, pittore italiano (n. 1887)
- 1973 - Ewaryst Łój, cestista polacco (n. 1912)
- 1973 - Harry Oliver, scenografo, comico e artista statunitense (n. 1888)
- 1973 - Renzo Sabatini, violista italiano (n. 1905)
- 1973 - Leonid Štejn, scacchista sovietico (n. 1934)
- 1974 - Ladislav Fouček, pistard cecoslovacco (n. 1930)
- 1974 - Georgette Heyer, scrittrice inglese (n. 1902)
- 1974 - Gaston Mercier, canottiere francese (n. 1932)
- 1974 - Bernhard Ueberschär, generale tedesco (n. 1898)
- 1974 - Gaetano Ventimiglia, direttore della fotografia e calciatore italiano (n. 1888)
- 1974 - Amin al-Husseini, politico palestinese (n. 1897)
- 1975 - Argemiro, calciatore brasiliano (n. 1915)
- 1975 - Luigi Carlo Borromeo, vescovo cattolico italiano (n. 1893)
- 1975 - Gilda Dalla Rizza, soprano italiano (n. 1892)
- 1975 - Muhammad Jabir di Ternate, sovrano indonesiano (n. 1902)
- 1975 - Alfredo Alves Tinoco, calciatore brasiliano (n. 1904)
- 1976 - Wilfried Böse, terrorista tedesco (n. 1949)
- 1976 - Henri Eberhardt, canoista francese (n. 1913)
- 1976 - Yonatan Netanyahu, militare e scrittore israeliano (n. 1946)
- 1977 - Gerš Ickovič Budker, fisico sovietico (n. 1918)
- 1977 - Alfredo D'Arbela, ingegnere italiano (n. 1898)
- 1977 - Heini Holzer, scialpinista e alpinista italiano (n. 1945)
- 1977 - Mario Mantovani, anarchico, partigiano e pubblicista italiano (n. 1897)
- 1977 - Michel Olçomendy, missionario e arcivescovo cattolico francese (n. 1901)
- 1977 - Aleksandr Pavlovskij, schermidore sovietico (n. 1936)
- 1977 - Anatolij Verbickij, attore sovietico (n. 1926)
- 1979 - Theodora Kroeber, scrittrice e antropologa statunitense (n. 1897)
- 1979 - Aurel Rădulescu, calciatore rumeno (n. 1953)
- 1979 - Marjorie Rhodes, attrice britannica (n. 1897)
- 1979 - Mendy Rudolph, arbitro di pallacanestro statunitense (n. 1926)
- 1979 - Lee Wai Tong, calciatore e allenatore di calcio cinese (n. 1905)
- 1979 - Florimond Vanhalme, calciatore e allenatore di calcio belga (n. 1895)
- 1980 - Gregory Bateson, antropologo, sociologo e psicologo britannico (n. 1904)
- 1980 - Friedrich Tamms, architetto tedesco (n. 1904)
- 1980 - Pedro Vallana, calciatore, allenatore di calcio e arbitro di calcio spagnolo (n. 1897)
- 1980 - Charles Van Enger, direttore della fotografia statunitense (n. 1890)
- 1981 - Libero de Libero, poeta e critico d'arte italiano (n. 1903)
- 1981 - Terenzio Grandi, letterato, pubblicista e tipografo italiano (n. 1884)
- 1981 - Helmut Gröttrup, ingegnere tedesco (n. 1916)
- 1981 - Violet Heming, attrice britannica (n. 1895)
- 1981 - Walter Charles Langer, psicoanalista statunitense (n. 1899)
- 1981 - Niels Erik Nørlund, matematico e geodeta danese (n. 1885)
- 1981 - Raymond Sentubéry, calciatore francese (n. 1901)
- 1982 - Antonio Guzmán Fernández, politico dominicano (n. 1911)
- 1982 - László Sternberg, calciatore ungherese (n. 1905)
- 1983 - John Bodkin Adams, criminale e serial killer britannico (n. 1899)
- 1983 - Beatrice Van, attrice e sceneggiatrice statunitense (n. 1890)
- 1983 - Mario Verde, fisico italiano (n. 1920)
- 1984 - Niccolò Segota, pittore italiano (n. 1911)
- 1985 - Haakon Chevalier, scrittore e traduttore statunitense (n. 1901)
- 1985 - Jan de Quay, politico olandese (n. 1901)
- 1985 - Willem Visser 't Hooft, partigiano e teologo olandese (n. 1900)
- 1986 - Tom Kern, cestista statunitense (n. 1928)
- 1986 - Paul-Gilbert Langevin, musicologo francese (n. 1933)
- 1986 - Flor Peeters, organista, compositore e docente belga (n. 1903)
- 1986 - Oscar Zariski, matematico polacco (n. 1899)
- 1987 - Paul Fromm, mercante e mecenate statunitense (n. 1906)
- 1987 - Alexander Gordon-Lennox, ammiraglio scozzese (n. 1911)
- 1987 - Bengt Georg Daniel Strömgren, astronomo danese (n. 1908)
- 1988 - Adrian Adonis, wrestler statunitense (n. 1953)
- 1988 - Felice Benuzzi, diplomatico, scrittore e alpinista italiano (n. 1910)
- 1988 - Américo Ruffino, calciatore argentino (n. 1905)
- 1988 - Vicente Seguí García, calciatore spagnolo (n. 1927)
- 1989 - Win Maung, politico birmano (n. 1916)
- 1989 - Vic Perrin, attore statunitense (n. 1916)
- 1989 - Nelson Sullivan, artista statunitense (n. 1948)
- 1990 - Phil Boggs, tuffatore statunitense (n. 1949)
- 1990 - Marshall Hall, matematico statunitense (n. 1910)
- 1990 - Nathaniel Wyeth, ingegnere chimico e inventore statunitense (n. 1911)
- 1991 - Guglielmo Cappelletti, politico italiano (n. 1907)
- 1991 - Victor Chang, medico cinese (n. 1936)
- 1991 - Hugo Lepe, calciatore cileno (n. 1934)
- 1992 - Slavko Luštica, calciatore e allenatore di calcio jugoslavo (n. 1923)
- 1992 - Francis Perrin, fisico francese (n. 1901)
- 1992 - Astor Piazzolla, musicista, compositore e arrangiatore argentino (n. 1921)
- 1992 - Sterling Saint Jacques, cantante, attore e modello statunitense (n. 1957)
- 1993 - Lola Gaos, attrice spagnola (n. 1921)
- 1993 - Gladys Lounsbury Hobby, microbiologa statunitense (n. 1910)
- 1993 - Alston Scott Householder, matematico statunitense (n. 1904)
- 1993 - Roman Kačanov, regista, artista e sceneggiatore sovietico (n. 1921)
- 1993 - Hellmut Lantschner, sciatore alpino, fondista e combinatista nordico austriaco (n. 1909)
- 1993 - Anne Shirley, attrice statunitense (n. 1918)
- 1994 - Almiro Bergamo, canottiere italiano (n. 1912)
- 1994 - Bruno Bozzolo, calciatore e allenatore di calcio italiano (n. 1913)
- 1994 - Gerard Smith, diplomatico statunitense (n. 1914)
- 1994 - Raffaele Gervasio, compositore italiano (n. 1910)
- 1994 - Joey Marella, statunitense (n. 1963)
- 1994 - Aurelio Robotti, ingegnere italiano (n. 1913)
- 1995 - Gilberto Bosques Saldívar, diplomatico messicano (n. 1892)
- 1995 - Eva Gabor, attrice e doppiatrice ungherese (n. 1919)
- 1995 - Bob Ross, pittore, militare e personaggio televisivo statunitense (n. 1942)
- 1996 - Pierre Jaccoud, avvocato svizzero (n. 1905)
- 1996 - Mario Picchi, scrittore, traduttore e critico letterario italiano (n. 1927)
- 1997 - Miguel Najdorf, scacchista polacco (n. 1910)
- 1997 - John Zachary Young, zoologo e neurofisiologo inglese (n. 1907)
- 1998 - Eolo Fabretti, politico e sindacalista italiano (n. 1912)
- 1998 - Kurt Franz, militare tedesco (n. 1914)
- 1998 - Giorgio Gusso, attore e doppiatore italiano (n. 1932)
- 1998 - Peter Monteverdi, imprenditore e pilota automobilistico svizzero (n. 1934)
- 1998 - Luciano Pirazzini, allenatore di calcio e calciatore italiano (n. 1932)
- 1998 - Henrik Stangerup, scrittore, regista cinematografico e giornalista danese (n. 1937)
- 1998 - Jay Taylor, cestista statunitense (n. 1967)
- 1999 - Riccardo De Maestri, ingegnere e architetto italiano (n. 1921)
- 1999 - Walter Legel, sollevatore austriaco (n. 1940)
- 1999 - Mark O'Brien, poeta, giornalista e attivista statunitense (n. 1949)
- 1999 - Jack Watson, attore britannico (n. 1915)
- 2000 - Turi Golino, trombettista e compositore italiano (n. 1920)
- 2000 - Gustaw Herling-Grudziński, scrittore, giornalista e saggista polacco (n. 1919)
- 2000 - Halil Kaya, lottatore turco (n. 1920)
- 2000 - Marina Krošina, tennista sovietica (n. 1953)

## XXI secolo(116)
- 2002 - Tonino Domenicali, ciclista su strada, pistard e dirigente sportivo italiano (n. 1936)
- 2002 - Angelo Frontoni, fotografo italiano (n. 1929)
- 2002 - Mansoor Hekmat, filosofo, economista e politologo iraniano (n. 1951)
- 2002 - Kenneth Ross MacKenzie, fisico statunitense (n. 1912)
- 2002 - Carlo Piccioni, calciatore italiano (n. 1932)
- 2002 - Laurent Schwartz, matematico francese (n. 1915)
- 2003 - Manuel Araneta, cestista filippino (n. 1926)
- 2003 - Avram Barokas, cestista turco (n. 1926)
- 2003 - Giulio Cesare Castello, giornalista e critico cinematografico italiano (n. 1921)
- 2003 - André Claveau, cantante francese (n. 1911)
- 2003 - Tyler McVey, attore statunitense (n. 1912)
- 2003 - Armin Mohler, politico, scrittore e filosofo svizzero (n. 1920)
- 2003 - Barry White, cantautore, polistrumentista e arrangiatore statunitense (n. 1944)
- 2004 - Jean-Marie Auberson, violinista e direttore d'orchestra svizzero (n. 1920)
- 2004 - Edoardo Marino, politico, avvocato e sindacalista italiano (n. 1909)
- 2004 - Qemal Vogli, calciatore albanese (n. 1929)
- 2005 - Tilly Fleischer, giavellottista tedesca (n. 1911)
- 2005 - June Haver, attrice statunitense (n. 1926)
- 2005 - Marga López, attrice argentina (n. 1924)
- 2005 - Sandra Majocchi, cestista italiana (n. 1923)
- 2005 - Hank Stram, allenatore di football americano statunitense (n. 1923)
- 2006 - Lars Korvald, politico norvegese (n. 1916)
- 2007 - Kent North, attore pornografico britannico (n. 1971)
- 2007 - Claudio Rinaldi, giornalista italiano (n. 1946)
- 2008 - Thomas M. Disch, scrittore e poeta statunitense (n. 1940)
- 2008 - Jean-René Gougeon, driver francese (n. 1928)
- 2008 - Jesse Helms, politico statunitense (n. 1921)
- 2008 - Evelyn Keyes, attrice statunitense (n. 1916)
- 2009 - Jean-Pierre Aguilar, imprenditore francese (n. 1960)
- 2009 - Jim Chapin, batterista statunitense (n. 1919)
- 2009 - Dino Coltro, scrittore e poeta italiano (n. 1929)
- 2009 - Brenda Joyce, attrice statunitense (n. 1917)
- 2009 - Béla Király, generale, politico e scrittore ungherese (n. 1912)
- 2009 - Allen Klein, imprenditore statunitense (n. 1931)
- 2009 - Steve McNair, giocatore di football americano statunitense (n. 1973)
- 2009 - Leo Mol, scultore ucraino (n. 1915)
- 2010 - Carlo Aymonino, architetto italiano (n. 1926)
- 2010 - Robert Neil Butler, medico e psichiatra statunitense (n. 1927)
- 2010 - Muhammad Husayn Fadlallah, religioso libanese (n. 1935)
- 2010 - Mario Pastorino, ceramista e scultore italiano (n. 1929)
- 2010 - Yan Gong, regista, sceneggiatore e drammaturgo cinese (n. 1914)
- 2011 - Ottone d'Asburgo-Lorena, nobile austriaco (n. 1912)
- 2012 - Peter Bennett, pallanuotista e calciatore australiano (n. 1926)
- 2012 - Fabio Bettini, pugile italiano (n. 1938)
- 2012 - Paul Birch, scrittore e divulgatore scientifico britannico (n. 1956)
- 2012 - Jimmy Bivins, pugile statunitense (n. 1919)
- 2012 - Benedetto Ghiglia, compositore, direttore d'orchestra e pianista italiano (n. 1921)
- 2012 - Giorgio Pasquali, politico e ingegnere italiano (n. 1925)
- 2012 - Eric Sykes, attore, sceneggiatore e regista britannico (n. 1923)
- 2013 - Islam Bibi, poliziotta afghana (n. 1974)
- 2013 - Emilio Bonatti, antifascista e partigiano italiano (n. 1916)
- 2013 - Jack Crompton, allenatore di calcio e calciatore inglese (n. 1921)
- 2014 - Art Bakeraitis, cestista statunitense (n. 1925)
- 2014 - Giorgio Faletti, scrittore, attore e cantautore italiano (n. 1950)
- 2014 - George Moore, pentatleta statunitense (n. 1918)
- 2015 - Nedelčo Beronov, politico e giurista bulgaro (n. 1928)
- 2015 - Henri Denis, presbitero e teologo francese (n. 1921)
- 2015 - Daniel Kastler, fisico francese (n. 1926)
- 2015 - Valerio Ruggeri, attore e doppiatore italiano (n. 1934)
- 2015 - Abd Allah bin Abd al-Aziz bin Musa'ed bin Jiluwi Al Sa'ud, principe e politico saudita (n. 1931)
- 2015 - Carlo de Gavardo, pilota motociclistico cileno (n. 1969)
- 2016 - Abbas Kiarostami, regista, sceneggiatore e montatore iraniano (n. 1940)
- 2016 - Claudia Ruggerini, partigiana italiana (n. 1922)
- 2017 - Gustavo Chazarreta, cestista argentino (n. 1941)
- 2017 - Gene Conley, cestista, giocatore di baseball e allenatore di pallacanestro statunitense (n. 1930)
- 2017 - Ji-Tu Cumbuka, attore statunitense (n. 1940)
- 2017 - Daniil Aleksandrovič Granin, scrittore russo (n. 1919)
- 2017 - Mauro Pennacchio, avvocato e politico italiano (n. 1923)
- 2018 - Ettore Adalberto Albertoni, politologo e politico italiano (n. 1936)
- 2018 - Henri Dirickx, calciatore belga (n. 1927)
- 2019 - Eduardo Fajardo, attore e doppiatore spagnolo (n. 1924)
- 2019 - Arturo Fernández Rodríguez, attore spagnolo (n. 1929)
- 2019 - Leon Kossoff, pittore britannico (n. 1926)
- 2019 - Pierre Lhomme, direttore della fotografia francese (n. 1930)
- 2019 - Eva Mozes Kor, saggista rumena (n. 1934)
- 2019 - Angelo Volpato, calciatore e allenatore di calcio italiano (n. 1943)
- 2020 - Angelo Fagiani, arcivescovo cattolico italiano (n. 1943)
- 2020 - Ronnie e Donnie Galyon, statunitense (n. 1951)
- 2020 - Matthew Farhang Mohtadi, tennista e cestista iraniano (n. 1926)
- 2020 - Seninho, calciatore portoghese (n. 1949)
- 2020 - Silvano Silvi, cantante italiano (n. 1936)
- 2021 - Angela Articoni, scrittrice italiana (n. 1964)
- 2021 - Francesco Bosi, politico italiano (n. 1945)
- 2021 - Antonio Roberto Cabrera, calciatore argentino (n. 1943)
- 2021 - Luminița Gheorghiu, attrice rumena (n. 1949)
- 2021 - Matīss Kivlenieks, hockeista su ghiaccio lettone (n. 1996)
- 2021 - Rick Laird, bassista irlandese (n. 1941)
- 2021 - Richard Lewontin, biologo e genetista statunitense (n. 1929)
- 2021 - Davide Montemurri, attore e regista italiano (n. 1930)
- 2021 - Dick Rienstra, attore e cantante olandese (n. 1941)
- 2022 - Elena Bodnarenco, politica moldava (n. 1965)
- 2022 - Remco Campert, scrittore e poeta olandese (n. 1929)
- 2022 - Francesco Duzioni, calciatore e allenatore di calcio italiano (n. 1929)
- 2022 - Julij Andreevič Fajt, regista russo (n. 1937)
- 2022 - Miguel González Lázaro, cestista spagnolo (n. 1938)
- 2022 - Paolo Grossi, giurista e storico italiano (n. 1933)
- 2022 - Mona Hammond, attrice giamaicana (n. 1934)
- 2022 - Robert Hoffmann, attore austriaco (n. 1939)
- 2022 - Cláudio Hummes, cardinale, arcivescovo cattolico e teologo brasiliano (n. 1934)
- 2022 - Chrīstos Kefalos, cestista e allenatore di pallacanestro statunitense (n. 1945)
- 2022 - Janusz Kupcewicz, calciatore polacco (n. 1955)
- 2022 - Reanna Solomon, sollevatrice nauruana (n. 1981)
- 2022 - Kazuki Takahashi, fumettista giapponese (n. 1961)
- 2022 - László Tóth, cestista ungherese (n. 1931)
- 2022 - Randall White, antropologo canadese (n. 1952)
- 2022 - Aldo Claudio Zappalà, autore televisivo, regista e produttore televisivo italiano (n. 1952)
- 2023 - Georges Bereta, calciatore francese (n. 1946)
- 2023 - Jenő Jandó, pianista ungherese (n. 1952)
- 2023 - Masahiko Yoshida, cestista e allenatore di pallacanestro giapponese (n. 1941)
- 2023 - Fabrizio Zampa, giornalista, critico musicale e fotografo italiano (n. 1937)
- 2024 - Wade Bell, mezzofondista statunitense (n. 1945)
- 2024 - Cas Janssens, calciatore olandese (n. 1944)
- 2025 - Richard Greenberg, drammaturgo e sceneggiatore statunitense (n. 1958)
- 2025 - Young Noble, rapper statunitense (n. 1978)
- 2025 - Lidia Semenova, scacchista ucraina (n. 1951)
- 2025 - Mark Snow, compositore statunitense (n. 1946)

## Senza anno specificato(1)
- Michail Dmitrievič Levašov, navigatore e esploratore russo (n. 1738)